# Municipio de Marietta (Iowa)
El municipio de Marietta (en inglés: Marietta Township) es un municipio ubicado en el condado de Marshall en el estado estadounidense de Iowa. En el año 2010 tenía una población de 368 habitantes y una densidad poblacional de 3,9 personas por km².

## Geografía
El municipio de Marietta se encuentra ubicado en las coordenadas 42°4′32″N 93°3′3″O / 42.07556, -93.05083. Según la Oficina del Censo de los Estados Unidos, el municipio tiene una superficie total de 94.47 km², de la cual 94,31 km² corresponden a tierra firme y (0,17 %) 0,16 km² es agua.

## Demografía
Según el censo de 2010, había 368 personas residiendo en el municipio de Marietta. La densidad de población era de 3,9 hab./km². De los 368 habitantes, el municipio de Marietta estaba compuesto por el 97,02 % blancos, el 1,62 % eran asiáticos y el 1,36 % eran de una mezcla de razas. Del total de la población el 0,27 % eran hispanos o latinos de cualquier raza.